# 井頭公園
井頭公園（いがしらこうえん）は、栃木県真岡市にある都市公園。日本の都市公園100選に選定されている。栃木県と真岡市により、隣接の入浴施設等と合わせて「いがしらリゾート」と名付けられている。

## 園内概要
真岡市北部の丘陵地帯に整備された、総面積93.3ヘクタールの公園で、北半分は鳥類や植物を観察する静的レクリエーション施設、南半分はスポーツなどの動的レクリエーション施設が配置されている。無料区画は年中開放されており、敷地内のスポーツ施設や花ちょう遊館などの一部区画については区画ごと利用料金が定められている。
- 一万人プール
- フィールドアスレチック
- サイクリングロード（総延長8.7km）
  - 貸自転車
  - 変り種自転車
- パターゴルフ
  - 9ホール（パー18）

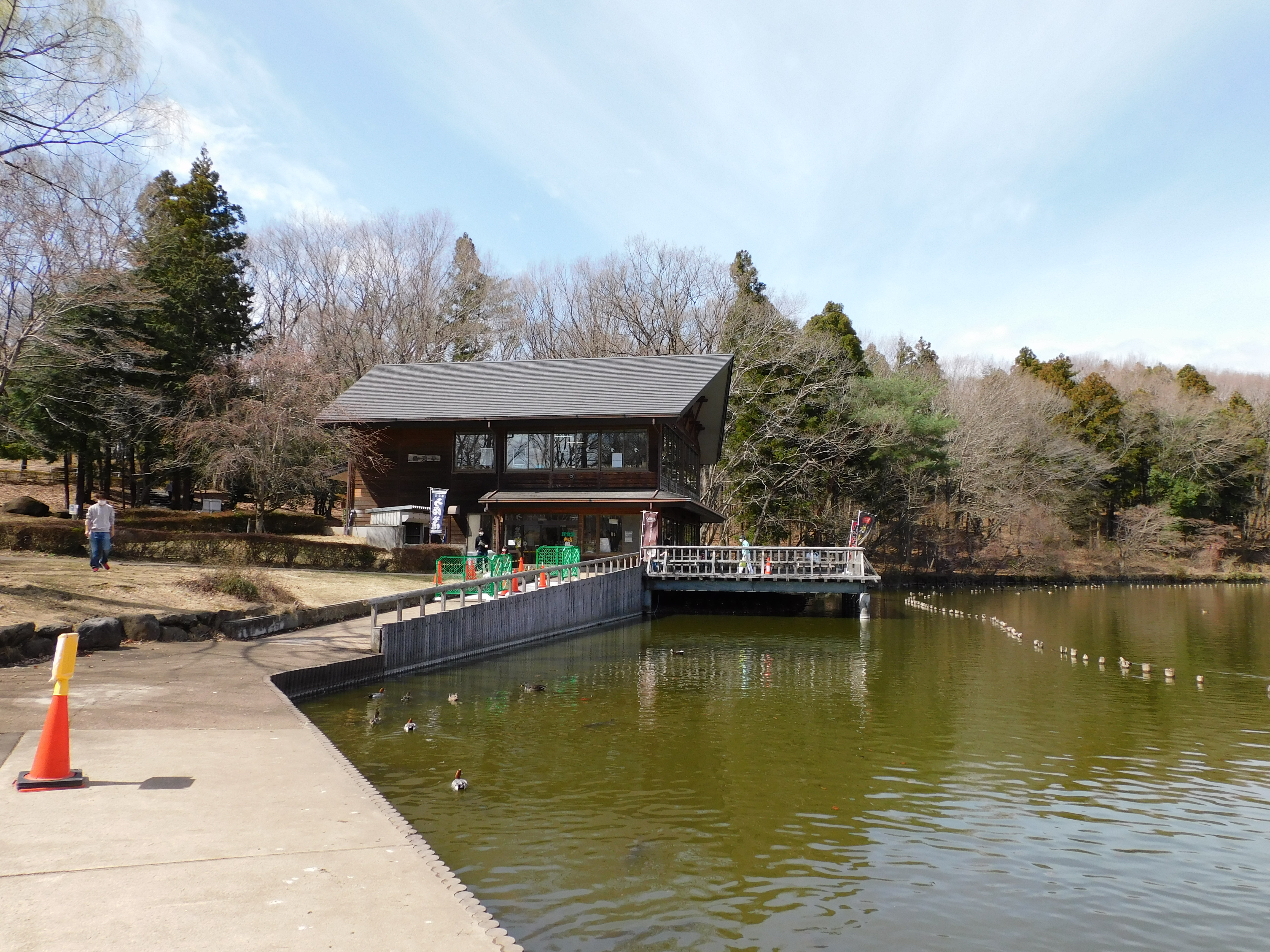
ボート池
- 釣池
- 野外炉（バーベキュー場）
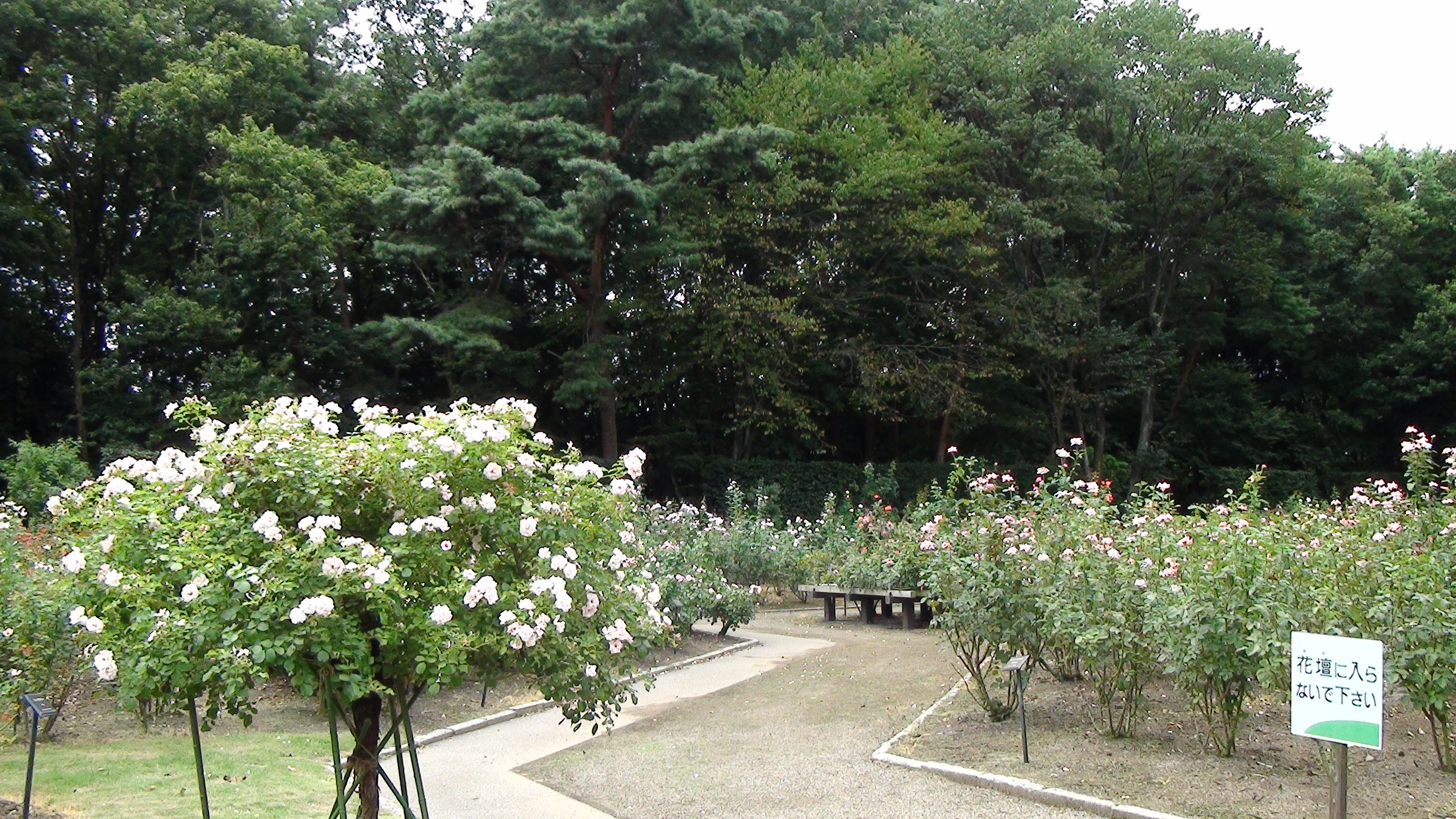
バラ園
- 鳥見亭
- レストラン
- フラワーショップ「お花畑」
- テニスコート
  - 砂入り人工芝コート10面
- 軟式野球場
  - 2面
- 運動広場
  - 2面
- 花ちょう遊館

- ボート池と鳥見亭
- バラ園

### 一万人プール

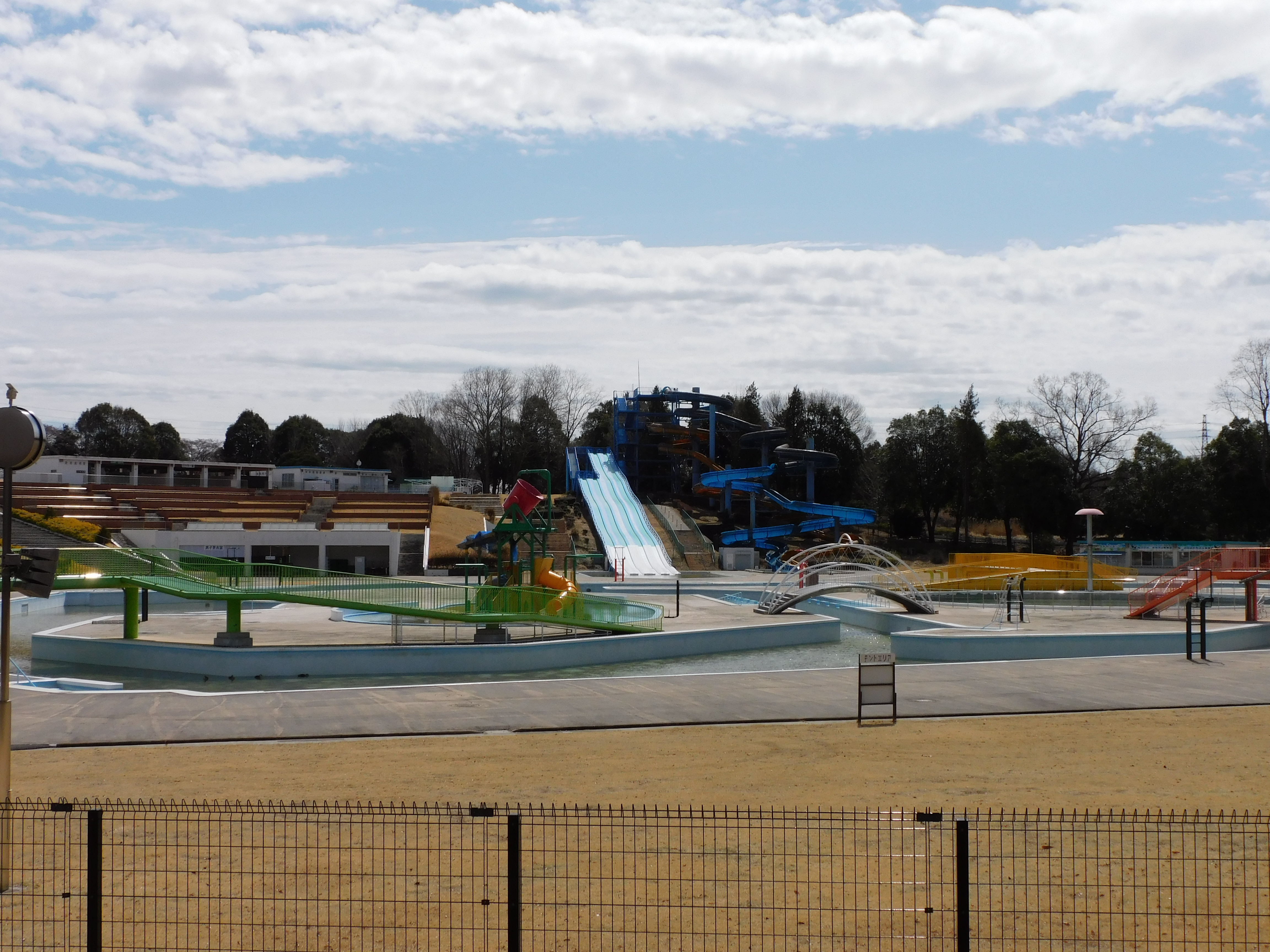
一万人プール

「海なし県の栃木にも海を」の掛け声で栃木県によって建設された大型プールであり、1973年（昭和48年）の完成当時の水面積は10,500平方メートルであった。1人1平方メートルとして、1万人が泳げることから「一万人プール」と命名した。建設費は102億2千万円。2011年（平成23年）の東日本大震災で給水管などが被災し、2013年（平成25年）に再開した時には9,200平方メートルに縮小された。「万 (まん) プー」の愛称がある。
陸地部を含めた総面積は68,000平方メートルに及び、流れるプール、波のプール、ウォータースライダー、じゃぶじゃぶ池など7種類のプールがある。波のプールは最大90センチメートルの波を生成することができ、海水浴の雰囲気を体験することができる。通常の入場者数は1日3,000人程度であるが、名の通り1万人を超すこともあり、最多入場者数記録は27,136人である。当日訪れた人は、どのプールも人でいっぱいで、水面が見えないほどであったと語っている。

## 駐車場
公園の東西に設置されている。
東駐車場のみ一万人プール営業期間中は有料となる。
- 東駐車場
- 西駐車場
- 北駐車場
- ハミング広場駐車場
- 北臨時駐車場

駐車場利用時間
- 3月-10月：8:30～18:30
- 11月-2月：8:30～17:30

## 大規模イベント
- 広大な敷地を活かし、屋外フェスなどの大規模イベントやスポーツ大会の開催場となっている。
  - ベリテンライブ RADIO BERRY主催のロック・フェスティバルで、2006年より毎年9月に開催[13]。
  - ツール・ド・とちぎ 自転車競技の国際大会で、第2回大会（2018年）3rdステージのゴール地点、第3回大会（2019年）1stステージでは園内にて個人タイムトライアルを実施。
  - 真岡芳賀ロードレース 自転車競技の国内大会。2021年 - 2023年はJCL、2024年はJBCFレースとして開催。公園東駐車場をメイン会場としレース自体は付近の公道を使用[14]。
  - オールキッズトライアスロン 日本トライアスロン連合が主催する小中学生の全国大会。従来会場としていた国営昭和記念公園プール閉鎖により2023年9月に初開催。2024年以降も継続開催しキッズトライアスロンの聖地とする予定[15]。

## アクセス
公式サイト内「アクセス」も参照。
- 公共交通
- 東武宇都宮駅又はJR宇都宮駅より、関東自動車[16]の石法寺経由真岡営業所行で、大内西小前バス停留所下車し徒歩30分[17]。
  - 一万人プール営業期間のみ、東武宇都宮駅発JR宇都宮駅経由一万人プールまでの区間便[18]を運行[17]
  - その他、大規模イベント時には専用シャトルバスが設定される場合もある。

- 車
  - 北関東自動車道真岡I.Cから約8分[17]
  - 東北自動車道鹿沼I.Cから約50分[17]
  - 東北自動車道矢板I.Cから約60分[17]

## 周辺
- 真岡井頭温泉[4]
- 国道408号
- 鬼怒テクノ通り（自動車専用道路）
- 国道121号